# Irvine (Kentucky)
Irvine – miasto w Stanach Zjednoczonych, w stanie Kentucky, siedziba administracyjna hrabstwa Estill.